# Piotr Linkert
Piotr Linkert (ur. 17 października 1905 w Grudzicach k. Opola, zm. 5 marca 1962) – działacz Związku Polaków w Niemczech.
Po zakończeniu nauki w niemieckiej szkole powszechnej, wraz ze swoim ojcem i sąsiadami brał udział w rozpowszechnianiu materiałów propagandowych na rzecz głosowania za Polską podczas plebiscytu na Śląsku.
Od lat 20. XX wieku działał w miejscowych komórkach Towarzystwa Polskiej Młodzieży Katolickiej, Towarzystwa Śpiewu "Jutrzenka", Klubu Sportowego "Bolko" i Towarzystwa "Sokół" oraz w Związku Polaków w Niemczech. Po dojściu w Niemczech do władzy Hitlera przymusowo skierowany w 1934 do pracy w kamieniołomach w Izbicku (powiat strzelecki). Po wybuchu II wojny światowej, 21 września 1939 aresztowany, później przewieziony do obozu koncentracyjnego Buchenwald. W sierpniu 1940 zwolniony z obozu, pracował w różnych miejscach (w fabryce kawy, w firmie budowlanej, jako palacz); długo w tym czasie chorował. W lipcu 1943 powołany do Wehrmachtu; jako żołnierz niemiecki trafił najpierw do Sieradza i Modlina, później w okolice Witebska. Po zakończeniu wojny trafił do niewoli, przebywał w obozie jenieckim w Leningradzie. W 1947 wrócił do rodzinnych Grudzic.
Pracował w Spółdzielni Samopomoc Chłopska w Gosławicach, pełnił też (w latach 1951-1953) funkcję sekretarza Powiatowego Komitetu ZSL w Opolu. W ostatnich latach życia był kierownikiem świetlicy i biblioteki przy cementowni "Groszowice".